# Z13 Erich Koellner
Z13 Erich Koellner – niemiecki niszczyciel typu 1934A zbudowany dla Kriegsmarine. Na początku 1940 roku wykonał z powodzeniem dwie misje stawiania zagród minowych u wybrzeży Anglii, na których zatonęło sześć okrętów. Podczas początkowych faz kampanii norweskiej brał udział w obu bitwach pod Narwikiem. W trakcie drugiej bitwy pod Narwikiem został poważnie uszkodzony przez brytyjskie okręty, co doprowadziło do zatopienia jednostki przez załogę.

## Budowa
Zamówiony 10 listopada 1934, położenie stępki – 12 października 1935, wodowanie – 18 marca 1937, wejście do służby – 28 sierpnia 1939. Zbudowany w stoczni Germaniawerft w Kilonii (numer stoczniowy G539). Budowa przedłużyła się na skutek obciążenia stoczni i do służby wszedł tuż przed wojną, jako ostatni z niszczycieli typu 34/34A. W systemie oznaczeń niemieckich niszczycieli miał przydzielony numer Z13 (rzadko używany w oficjalnych dokumentach), przed wojną nosił numer burtowy 83. Budowa kosztowała 13,4 mln Reichsmark.
Nazwę nadano mu na cześć niemieckiego kapitana marynarki Ericha Koellnera, dowódcy 8 Flotylli Trałowców podczas I wojny światowej, poległym 20 kwietnia 1918 na trałowcu M-64, który zatonął na minie prowadząc akcję ratowniczą koło Terschelling.

## Służba
Po wybuchu II wojny światowej, „Erich Koellner” kończył szkolenie bojowe załogi na Bałtyku, następnie działał na Morzu Północnym i w Cieśninach Duńskich. W nocy 10/11 stycznia i 9/10 lutego 1940 uczestniczył w operacjach stawiania ofensywnych zagród minowych na wodach brytyjskich, pod Cromer i w rejonie Haisborough Sand (wraz z niszczycielami „Bruno Heinemann” i „Wolfgang Zenker”). 22 lutego 1940 wziął udział w nieudanym wypadzie niemieckich niszczycieli przeciw brytyjskiemu rybołówstwu (operacja Wikinger), zakończonym stratą „Leberecht Maass” i „Max Schultz”.
„Erich Koellner” wziął udział w inwazji na Norwegię (operacji Weserübung), w grupie zajmującej Narwik 9 kwietnia 1940, przewożąc tam strzelców górskich. W pierwszej bitwie morskiej pod Narwikiem z brytyjskimi niszczycielami 10 kwietnia 1940, wziął udział w zniszczeniu niszczycieli HMS „Hardy” i „Hunter”. 11 kwietnia 1940 poważnie uszkodził dno na skałach podwodnych w Ballangenfjordzie (m.in. zalaniu uległy dwie kotłownie) i mógł rozwijać jedynie niewielką prędkość.
Podczas drugiej bitwy pod Narwikiem 13 kwietnia 1940, jako pierwszy nawiązał walkę z brytyjskim zespołem. Według planu, miał ukryć się w zatoce koło Tårstad na północnym brzegu fiordu i stamtąd zaatakować z zasadzki torpedami, jednakże w chwili nadpłynięcia Brytyjczyków był dopiero w drodze, eskortowany przez niszczyciel „Hermann Künne”, więc skierował się ku południowemu brzegowi Ofotfjordu koło Djupviku. Został tam jednak wykryty przez wodnosamolot zwiadowczy Swordfish i o 14.09 ostrzelany przez niszczyciele HMS „Bedouin”, „Punjabi” i „Eskimo”. W ciągu kilku minut otrzymał trafienie torpedą w dziób i kilka trafień pociskami, na skutek czego został wydany rozkaz opuszczenia okrętu. Obsługa jednego z dział 128 mm mimo to prowadziła ogień, po czym niszczyciel został trafiony jeszcze kilkoma salwami artylerii głównej pancernika „Warspite” i zatopiony w rejonie pozycji 68°24′N 16°48′E/68,400000 16,800000. Podczas walki wystrzelił dwie niecelne torpedy. Straty wyniosły 31 zabitych i 39 rannych, ocalała załoga została wzięta do norweskiej niewoli (oswobodzona przez Niemców po zajęciu Norwegii).
Historia konstrukcji i opis okrętu – w opisie niszczycieli Typu 1934.
Dowódcy:
- kmdr por. (Fregatenkapitän) Alfred Schulze-Hinrichs: 28 sierpnia 1939 – 13 kwietnia 1940

## Dane techniczne
- wyporność:
  - standardowa: 2270 t
  - pełna: 3190 t
- wymiary:
  - długość: 121 m
  - szerokość: 11,3 m
  - zanurzenie: 4,3 m
- napęd: 2 turbiny parowe o mocy łącznej 70 000 KM, 6 kotłów parowych Bensona (ciśnienie pary 110 at), 2 śruby
- prędkość maksymalna: 38 w.
- zasięg: 1530 mil morskich przy prędkości 19 w.
- zapas paliwa: 670 t. mazutu
- załoga: 325

Uzbrojenie i wyposażenie: 
- 5 dział kalibru 128 mm (nominalnie 12,7 cm) SK C/34 w pojedynczych stanowiskach, osłoniętych maskami (5xI)
  - długość lufy L/45 (45 kalibrów), donośność maksymalna 17 400 m, kąt podniesienia +30°, masa pocisku 28 kg, zapas amunicji – 120 na działo
- 4 działka przeciwlotnicze 37 mm SK C/30, półautomatyczne, podwójnie sprzężone na podstawach LC/30 (2xII)
- 6 działek przeciwlotniczych 20 mm (6xI)
- 8 wyrzutni torpedowych 533 mm (2xIV), 12-16 torped
- 18 bomb głębinowych (zrzutnia bg)
- możliwość stawiania 60 min morskich

- szumonamiernik GHG
- system kierowania ogniem artylerii głównej: dwa 4-metrowe dalmierze stereoskopowe (na nadbudówce dziobowej i śródokręciu), centrala artyleryjska C34/Z